# 新烏克蘭卡 (杜布諾區)
新烏克蘭卡（烏克蘭語：Новоукраїнка），是烏克蘭西北部羅夫諾州杜布諾區亚罗斯拉维奇市镇的村落，始建於1903年，面積16.4平方公里，海拔高度227米，2001年人口530，人口密度每平方公里32.3人。